# Kopernikusbüste (Olsztyn)

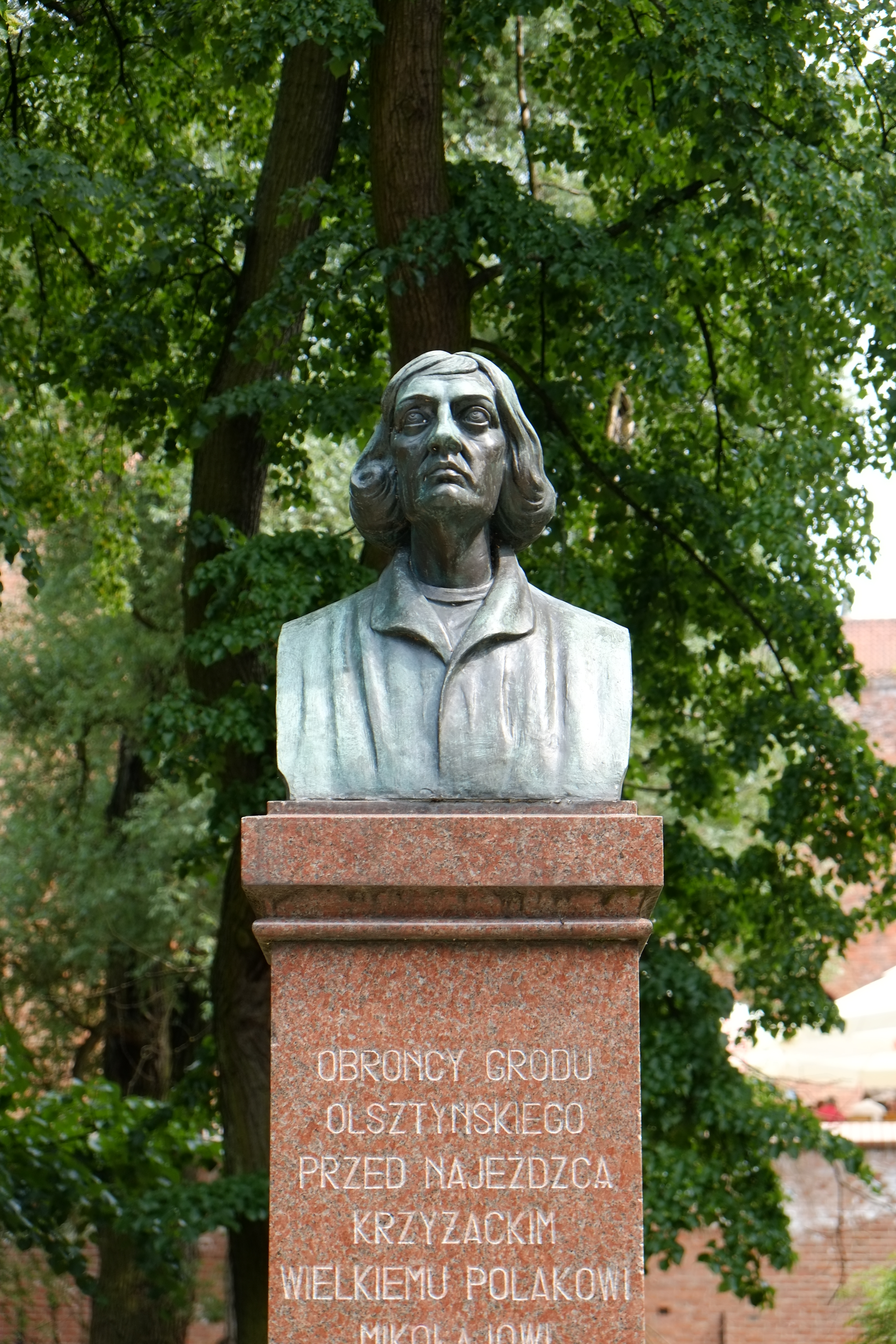
Die Kopernikusbüste in Olsztyn

Die Kopernikusbüste ist ein Denkmal für Nikolaus Kopernikus in Olsztyn.

## Geschichte
Nikolaus Kopernikus hielt sich 1516 in dem Nordflügel Burg Allenstein als Kapiteladministrator auf. Hier entwickelte er bedeutende Teile seines Heliozentrischen Weltbildes. Anlässlich der 550-jährigen Wiederkehr der Verleihung der Stadtrechte und zum 400. Jahrestag des Kopernikusbesuches organisierte der damalige Pfarrer Bernhard Gigalski eine Spendenaktion zur Errichtung einer Büste. Wilhelm II. spendete 10.000 Taler aus der eigenen Schatulle. Die Büste wurde von dem Bildhauer Johannes Götz angefertigt und mitten im Ersten Weltkrieg, 1916, vor der Burg, an der Ecke der heutigen Straßen Zamkowa und Okopowa, aufgestellt. Bei der sowjetischen Invasion wurde sie versteckt, doch bereits im Mai 1945 wieder auf der anderen Seite der Burg aufgestellt. Im Rahmen der Polonisierung Allensteins wurde die deutsche Gedenkplakette entfernt (gut zu erkennen noch auf der Rückseite des Sockels) und auf der Rückseite, der jetzigen Vorderseite, die folgende Inschrift eingemeißelt (sinngemäß übersetzt):

„Dem Verteidiger der Stadt Olsztyn vor den Kreuzrittern,

dem großen Polen Nikolaus Kopernikus“

Die deutsche Inschrift vor 1945 war:

„Geistesgewaltig wiesest zuerst du die Bahnen der Erde;

dieser Stadt und der Burg brachtest du Segen und Schutz.“